# Michael Faraday

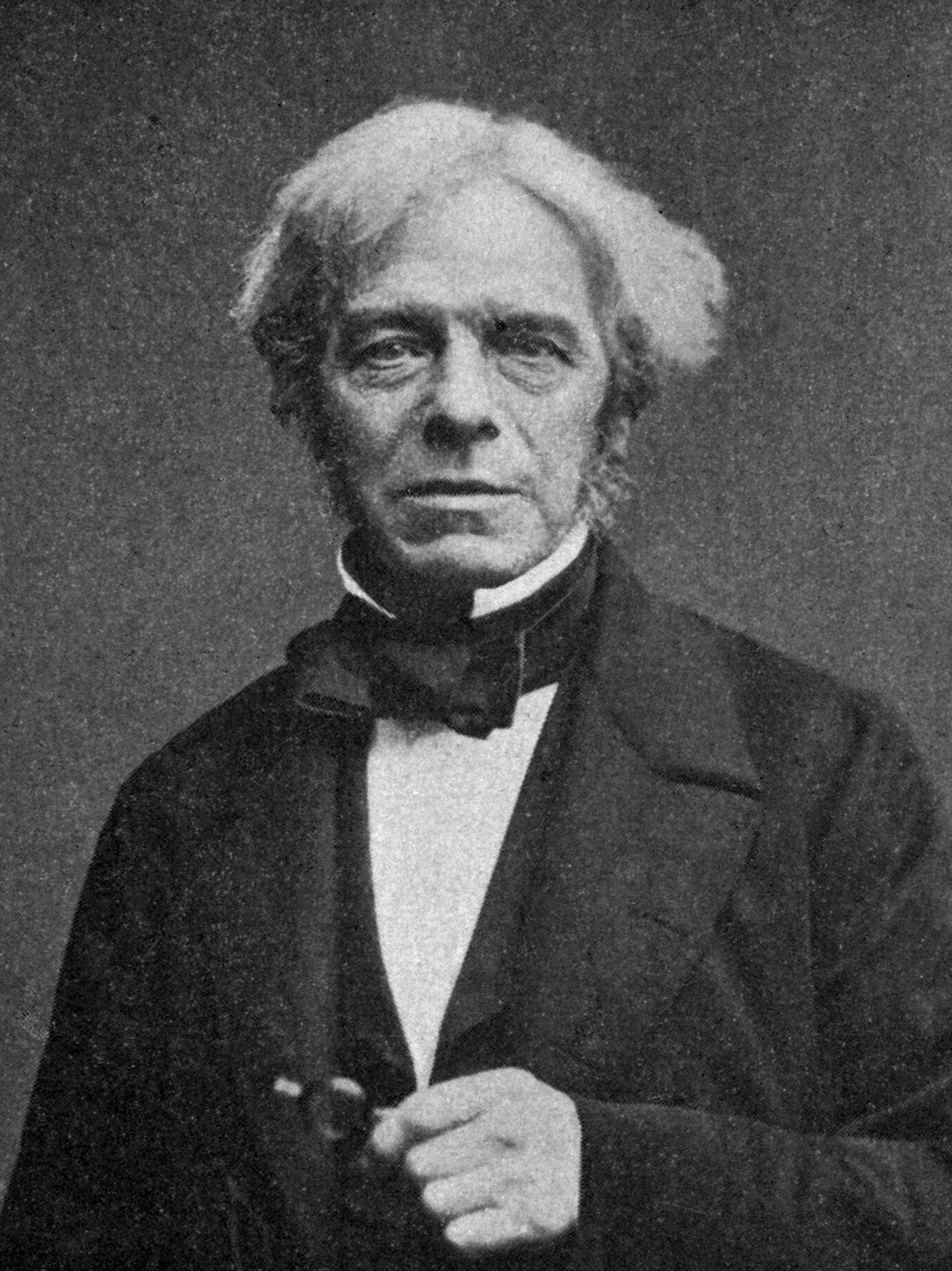
En äldre Michael Faraday.

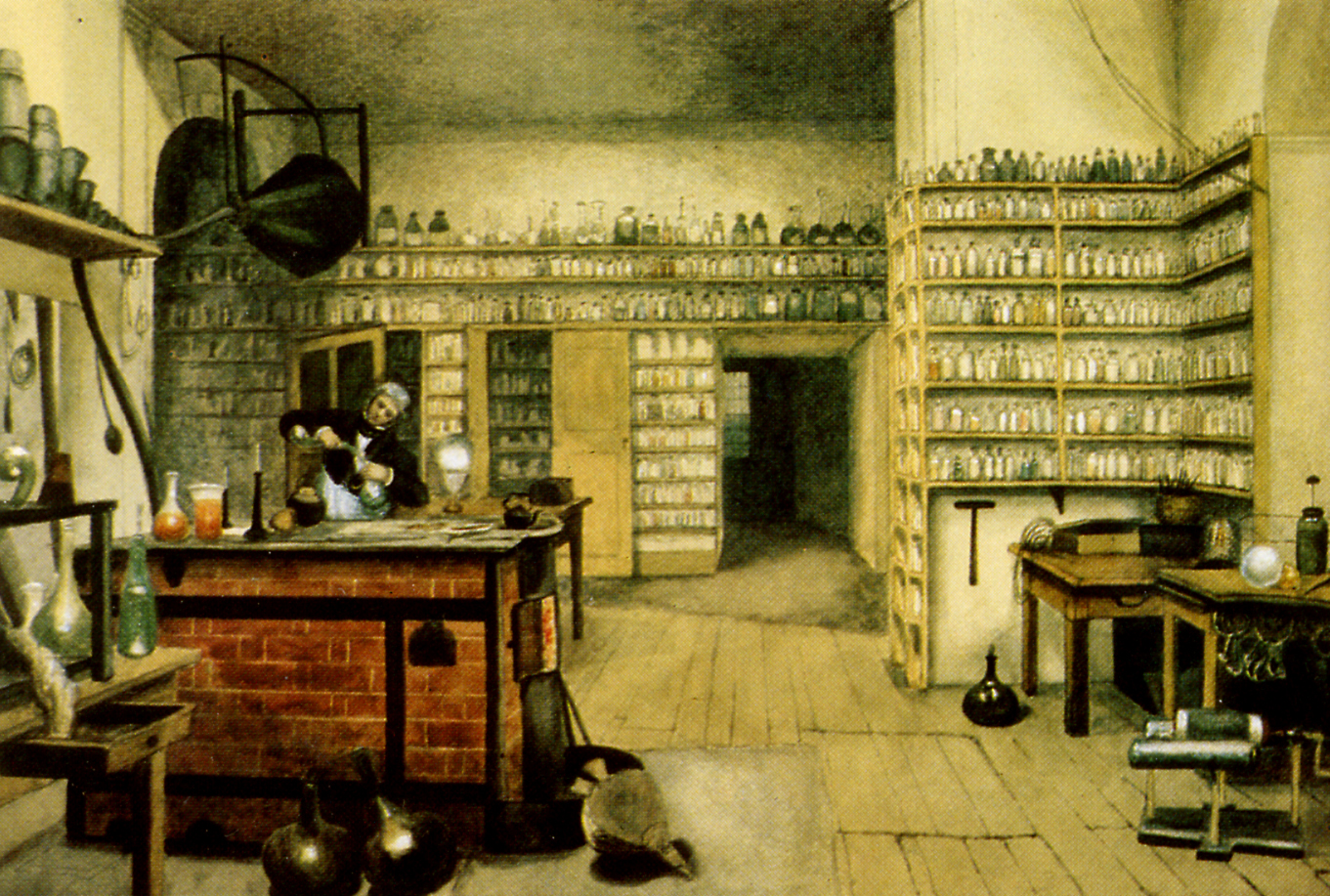
Faraday i sitt laboratorium någon gång på 1850-talet. Målning av Harriet Moore.

Michael Faraday, född 22 september 1791 i Newington Butts, Southwark, London, död 25 augusti 1867 i Hampton, Richmond, London, var en brittisk fysiker och kemist, som kom med viktiga bidrag inom elektromagnetism och elektrokemi. Han uppfann den tidigaste formen av det som kom att bli bunsenbrännaren, som används i vetenskapliga laboratorier i stort sett hela världen, som en källa för att snabbt få fram värme.
Faraday är en av historiens största vetenskapsmän, och det var mycket tack vare honom som elektricitet blev möjligt att använda inom teknologi. SI-enheten för kapacitans, farad, har fått sitt namn efter honom.

## Biografi

### Tidig karriär
Faraday föddes 1791 i Newington Butts i London. Hans far var smed, och familjen var relativt fattig; han fick därför utbilda sig själv, och vid fjorton års ålder blev han lärling till en bokbindare och försäljare vid namn George Riebau. Under sina sju år som lärling läste han många böcker och fick ett intresse för vetenskap och framför allt elektricitet.
Vid 20 års ålder deltog Faraday i föreläsningar hållna av sir Humphry Davy, ordförande i Royal Society, och John Tatum, grundare av City Philosophical Society. Efter att Faraday skickat en samling anteckningar till Davy sade Davy att han skulle överväga Faraday, men att han ändå borde hålla sig till sitt yrke som bokbindare. Efter att Davy skadat sina ögon i en olycka vid ett experiment med trikloramin anställde han Faraday som sekreterare. När John Payne vid Royal Society blev avskedad, rekommenderades Michael Faraday som laboratorieassistent. Faraday tog med glädje emot posten då hans nya arbetsgivare inom bokbinderiet ska ha haft ett hett temperament.
Faraday föreslog att elektromagnetiska krafter utvidgades in i det tomma området runt ledaren, men slutförde inte arbetet kring det förslaget. Faradays teori om linjer av ström som härrörde från laddade källor skapade ett sätt att visualisera elektriska och magnetiska fält. Den sinnesmodellen var avgörande för den lyckade utvecklingen av elektromekaniska apparater som dominerade ingenjörskap och industri under resten av 1800-talet.
Faraday, som hade diskuterat problemet med de två männen, byggde två apparater som skapade vad han kallade elektromagnetisk rotation, det vill säga oavbruten cirkelrörelse med hjälp av den cirkulära magnetiska kraften runt en metalltråd. En metalltråd som ledde in i kvicksilver med en magnet inuti skulle rotera runt magneten om den laddats med elektricitet av ett kemiskt batteri. Apparaturen kallas homopolär motor.
Tio år senare, 1831, påbörjade han en lång serie experiment där han upptäckte induktion, även om upptäckten kan ha förutsetts av Francesco Zantedeschis arbete. Han upptäckte att om han rörde en magnet runt en snurrad metalltråd uppstod en elektrisk ström i tråden. Strömmen flödade också om tråden rörde sig över en stationär magnet. Hans demonstrationer fastslog att ett ändrande magnetiskt fält skapar ett elektriskt fält. Relationen modellerades matematiskt i Faradays induktionslag, som blev en av Maxwells elektromagnetiska ekvationer.

### Vetenskaplig karriär
Faraday arbetade främst med elektricitet. 1821, kort efter att den danske kemisten Hans Christian Ørsted upptäckte fenomenet elektromagnetism försökte Humphry Davy och William Hyde Wollaston skapa en elektrisk motor. Dessa experiment och uppfinningar skulle bli grunden till den moderna elektromagnetiska teknologin. Faraday publicerade oklokt sina resultat utan att erkänna tacksamhetsskuld till Davy och Wollaston, och den kontrovers som uppstod på grund av detta fick Faraday att dra sig ur den elektromagnetiska forskningen i flera år.
Faraday använde principen för att konstruera den elektriska dynamon, föregångaren till den moderna kraftgeneratorn.
Faraday sysslade också med kemi, och upptäckte kemiska substanser som bensen, uppfann systemet med oxidationstal, samt lyckades kondensera klorgas till en vätska. Han upptäckte också elektrolysens lagar, och populariserade terminologi som anod, katod, elektrod och jon.
1845 upptäckte han det som idag kallas Faradayeffekten, det fenomenet gav han namnet diamagnetism. Polarisationsplanet av linjärt polariserat ljus utökat genom ett materiellt medium kan roteras genom applicering av ett externt magnetiskt fält i utökningens riktning. Detta etablerade att magnetisk kraft och ljus var relaterade.
I sitt arbete med statisk elektricitet visade Faraday att en laddning bara leddes längs med utsidan av en laddad ledare, och att förändring på exteriören inte hade någon påverkan på det som var inuti ledaren. Denna effekt kallas idag för Faradays bur.
Faraday invaldes i Royal Society 1824, blev invald som utländsk ledamot av Kungliga Vetenskapsakademien 1838, samt av Franska vetenskapsakademin 1844.